# 默丹傑里宮
默丹傑里宮（英語：Mattancherry Palace），又名荷蘭宮（Dutch Palace），地處印度喀拉拉邦的科契市默丹傑里區，是一座中世紀建築，由葡國商人於1545年所建，作為送给當時柯枝土王的禮物。宮殿內藏有大量展示印度教寺廟藝術和文化的壁畫巨作。

## 歷史沿革
1498年，葡萄牙探險家達伽馬登陸柯枝，受到土邦王公的歡迎及賞識，進而獲得了興建商行的專有權。在葡萄牙人協助擊退Zamorins的反攻之後，柯枝土王幾乎淪為葡萄牙帝國的附庸。1663年，荷蘭東印度公司開始接管默丹傑里，並對宮殿進行了一些擴建和翻新，因而被後人通稱「荷蘭宮」。后来，全區被阿里和英國東印度公司接管。該宮殿的近期修復工作始於2007年，計劃在2009年完成。

## 圖集

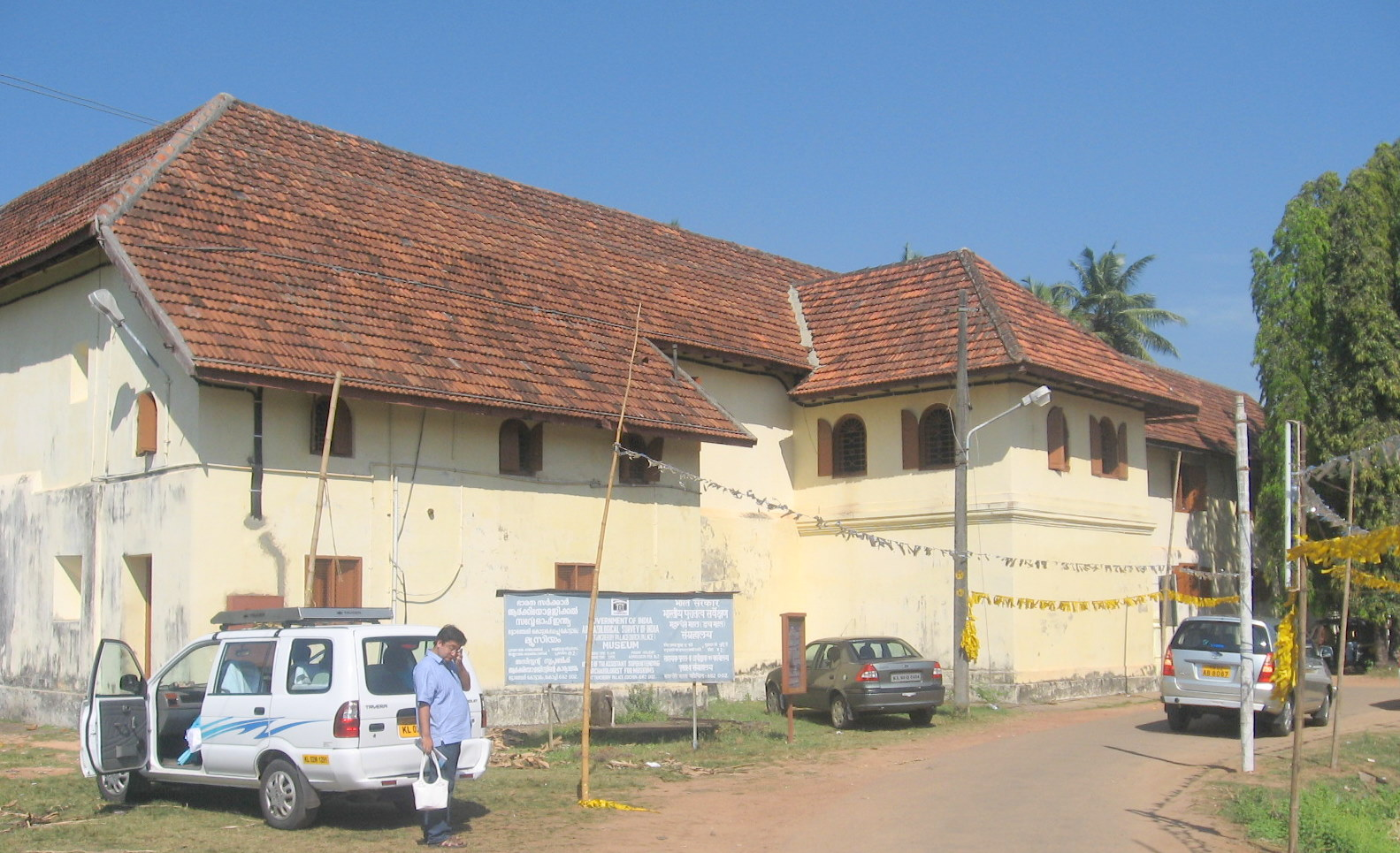
默丹傑里宮（正面）
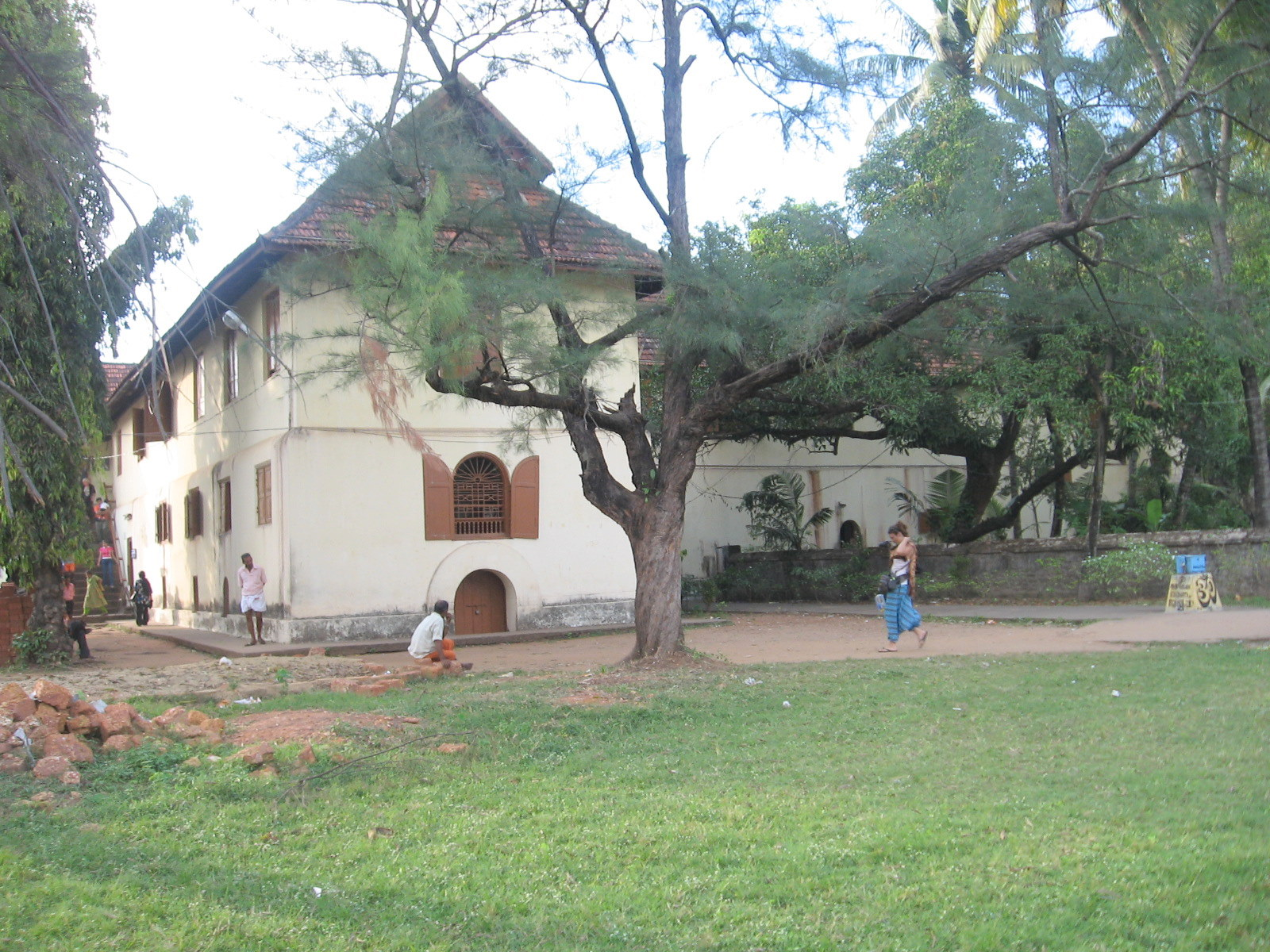
默丹傑里宮（側面）
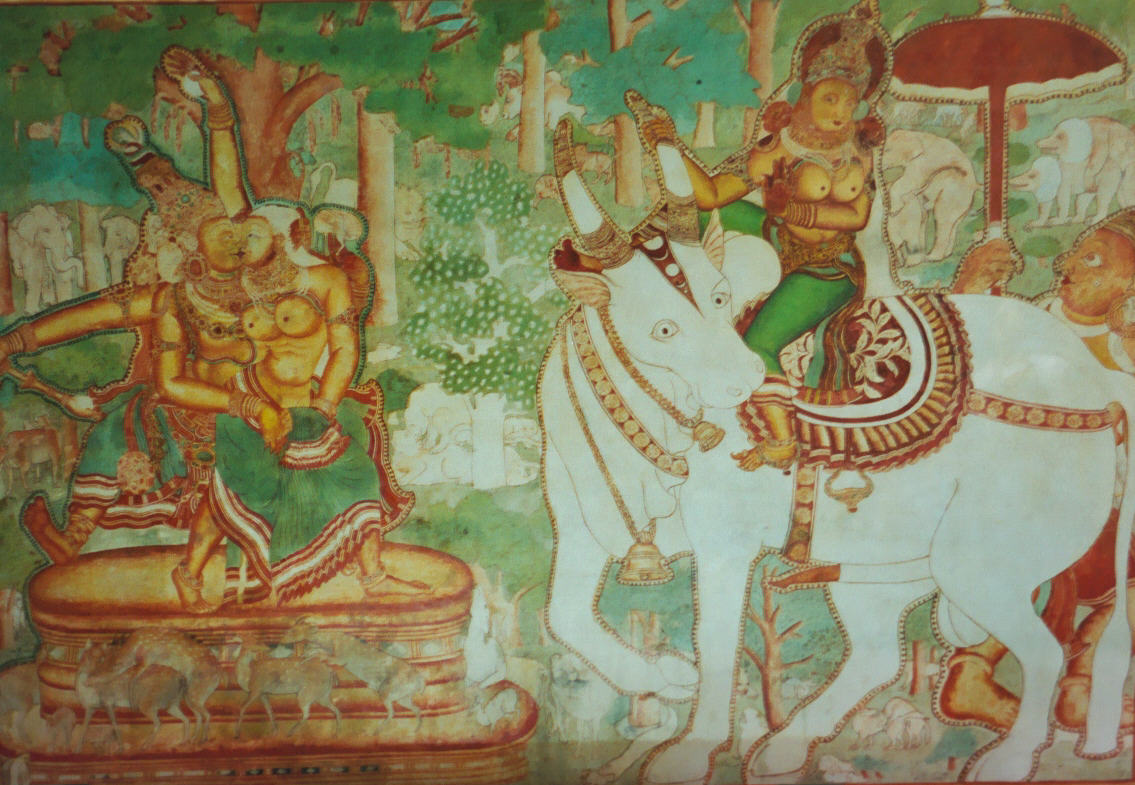
宮內壁畫